# Museu Frei Galvão
O Museu Frei Galvão é uma instituição cultural municipal com sede em Guaratinguetá, no Estado de São Paulo. É mantido pelo Centro Social e Amigos do Museu e pelo poder público municipal.
O museu é divido entre o Memorial Frei Galvão sediado na própria Casa Frei Galvão, localizada na Rua Frei Galvão nº 39 e 78, e o Arquivo Memória de Guaratinguetá que está instalado em um prédio na praça Conselheiro Rodrigues Alves, nº 48, 2º andar, no centro da cidade. A casa do frade franciscano foi tombada como patrimônio histórico em 1972, ano em que também foi fundado o museu. O local é considerado uma das sete maravilhas da cidade.

## Acervo
A instituição é dedicada à memória de Frei Galvão e também da história do município de Guaratinguetá. O museu abriga um acervo de telas, imagens, peças de artes sacras, móveis, relíquias e documentos históricos, incluindo a documentação cartorária a partir de 1720. Além disso, possui mais de 50 mil documentos catalogados sobre a história do município e do Vale do Paraíba. O museu conta com a exposição permanente distribuídas na sala de arte sacra, a galeria da pinacoteca, sala de exposições, sala de pesquisa, salão de audições e salão de palestras. Também realiza periodicamente exposições temáticas, audições, lançamento de livros, palestras, cursos, recitais, entre outras atividades culturais. Outro destaque é a publicação de monografias sobre Guaratinguetá e a região.

## Edifício sede
A casa colonial é onde Frei Galvão nasceu, no ano de 1739, e em que viveu até os seus 21 anos. Atualmente, é roteiro preferencial de peregrinos de todo o país. A casa é pintada de branco e azul, com paredes de taipa, sala com o piso original de pedra, e portas e janelas margeando a estreita rua Frei Galvão, de paralelepípedos, abriga a sala das relíquias lotada de quadros, imagens, objetos, fragmentos de osso e da batina do franciscano. Do outro lado da rua, estão as homenagens enviadas por fiéis que tiveram seus pedidos atendidos. No local, são distribuídas também as famosas pílulas milagrosas de Frei Galvão, confeccionadas por freiras, em que dentro há minúsculos versículos do ofício da Santa Virgem. Para devotos, o frade operava milagres distribuindo essas pílulas para curar doenças do corpo e da alma.